# Golda – Israels Eiserne Lady
Golda – Israels Eiserne Lady ist ein britischer Spielfilm des israelischen Filmregisseurs Guy Nattiv aus dem Jahr 2023. Die Filmbiografie über die ehemalige israelische Ministerpräsidentin Golda Meir, gespielt von Helen Mirren, feierte im Februar 2023 im Rahmen der Internationalen Filmfestspiele in Berlin ihre Premiere und kam Ende Mai 2024 in die deutschen Kinos.

## Handlung
Am 6. Oktober 1973 starten die vereinten Streitkräfte Ägyptens, Syriens und Jordaniens einen Überraschungsangriff auf die Sinai-Halbinsel und die Golanhöhen, der zum Jom-Kippur-Krieg führt. Alleine und frustriert von ihrem männlichen Kabinett, muss die israelische Ministerpräsidentin Golda Meir in einem Wettlauf gegen die Zeit dramatische und schicksalhafte Entscheidungen treffen, um Millionen von Menschenleben auf beiden Seiten der Konfliktparteien zu retten.

## Biografisches

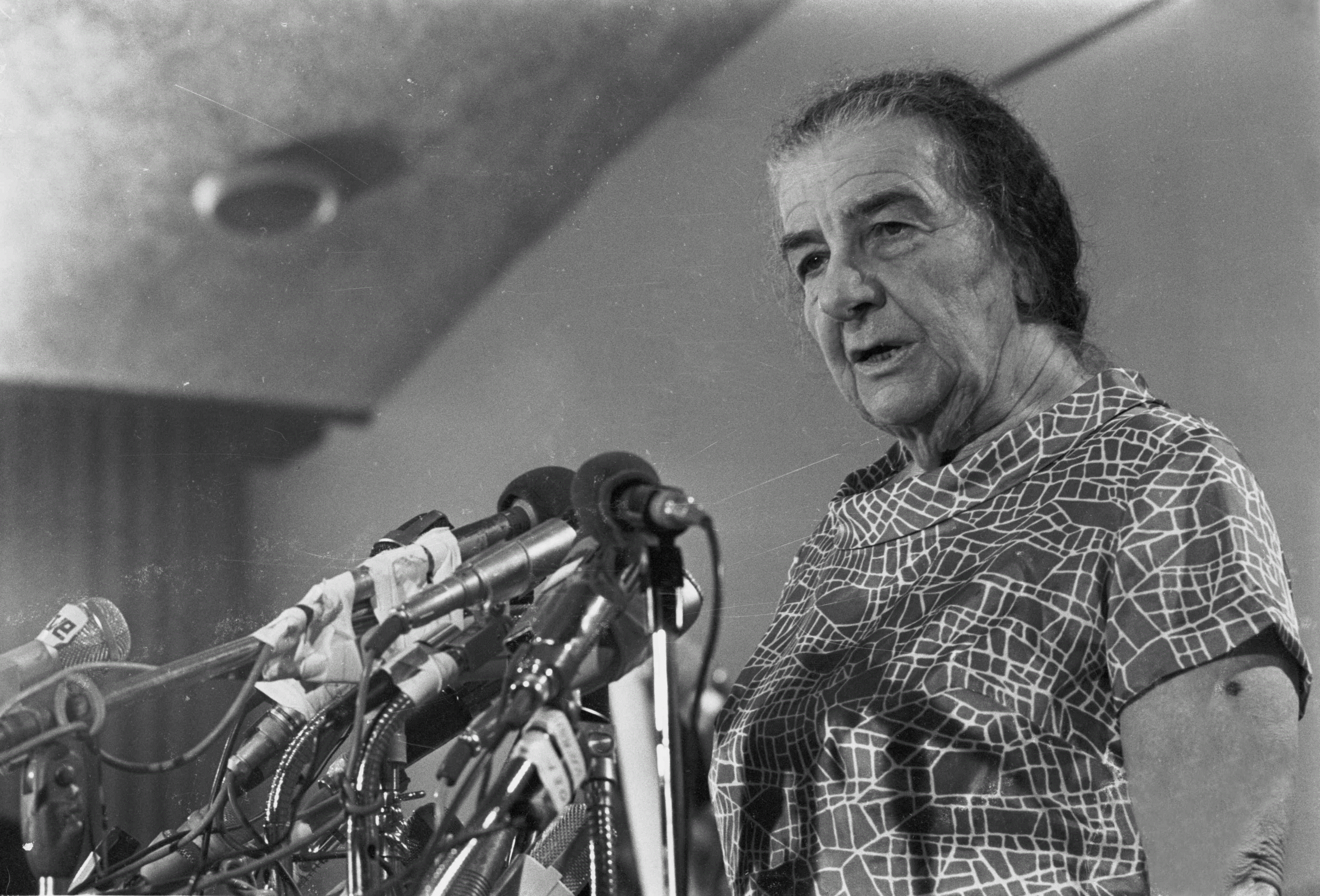
Während des Jom-Kippur-Kriegs war Golda Meir Ministerpräsidentin Israels

Die israelische Politikerin Golda Meir, die als Kind mit ihrer Familie von Kiew in die Vereinigten Staaten floh, war von 1956 bis 1965 erst Außenministerin und von 1969 bis 1974 Ministerpräsidentin Israels. Sie war die erste Frau in diesem Amt. In ihrer Regierungszeit wurde sie auch als „eiserne Lady“ von Israel bezeichnet. Wegen des anfangs erfolgreichen arabischen Überraschungsangriffs geriet Meir am Ende des Jom-Kippur-Kriegs von 1973 in heftige innenpolitische Kritik.

## Produktion

### Filmstab
Regie führte Guy Nattiv. Das Drehbuch schrieb Nicholas Martin, der besonders für seine Arbeit an der Filmbiografie über Florence Foster Jenkins bekannt wurde. Den Jom-Kippur-Krieg von 1973 bezeichnet der in diesem Jahr geborene Regisseur als den schlimmsten Krieg, den Israel je führte. Auch sein Vater diente in diesem. Er sei mit Geschichten über diesen Krieg großgeworden, und Golda Meir sei für ihn damals eine Heldin gewesen. Erst als Erwachsener erfuhr Nattiv, dass in dem lediglich 20 Tage dauernden Krieg 2.569 israelische Soldaten getötet wurden. Meir sei eine sehr kluge Frau gewesen, die viel über die Welt wusste, und eine großartige Politikerin, die mit den Amerikanern umzugehen wusste. Sie sei eine Frau mit Prinzipien gewesen, von denen man sie nicht abbringen konnte. Sie habe nicht vielen Menschen vertraut, vor allem nicht den  Führern der arabischen Welt. Sie habe nicht Ministerpräsidentin werden wollen, musste jedoch, weil diesen Job damals niemand sonst tun wollte. Von anderen ins Amt gedrängt habe sie sich in einem Chaos wiedergefunden, mit dem sie fertig werden musste.

### Besetzung und Synchronisation
Die Golden-Globe- und Oscar-Preisträgerin Helen Mirren spielt in der Titelrolle die ehemalige Ministerpräsidentin Israels Golda Meir, Rami Heuberger ihren damaligen Verteidigungsminister Mosche Dajan. Lior Ashkenazi ist in der Rolle des Generalstabschefs der israelischen Streitkräfte David Elazar zu sehen, der nach dem verlustreichen Jom-Kippur-Krieg zum Rücktritt gezwungen wurde. Daniel Ben Zenou spielt Avner Shalev, der in dieser Zeit Elazars Büroleiter war. Liev Schreiber spielt den damaligen US-Außenminister Henry Kissinger. Die Französin Camille Cottin spielt Lou Kaddar, Meirs Assistentin (Diese wurde in Paris geboren, kam 1935 nach Palästina und fand schließlich eine Stelle bei der Jewish Agency. Als arabische Terroristen 1948 das Agenturgebäude in die Luft sprengten, wurde sie schwer verwundet und bewarb sich nach ihrer Genesung bei Meir. Kaddar spielte bereits in früheren Filmbiografien über Meir eine Rolle, so in Golda Meir von Alan Gibson aus dem Jahr 1982.) Eigentlich sollte Meir Jerusalems erste Botschafterin in Moskau werden. Jonathan Tafler ist in der Rolle von Doktor Rosenfeld zu sehen, Meirs Arzt. Der Brite Mark Fleischmann spielt den Minister Uri.
Die deutsche Synchronisation entstand nach einem Dialogbuch und der Dialogregie von Christian Gundlach im Auftrag der EVA Studios Germany GmbH in Berlin.
| Rolle            | Darsteller       | Synchronsprecher         |
| ---------------- | ---------------- | ------------------------ |
| Golda Meir       | Helen Mirren     | Kerstin Sanders-Dornseif |
| Henry Kissinger  | Liev Schreiber   | Tobias Kluckert          |
| Lou Kaddar       | Camille Cottin   | Julia Kaufmann           |
| Chairman Agranat | Henry Goodman    | Helmut Gauß              |
| Mosche Dajan     | Rami Heuberger   | Torsten Michaelis        |
| Zwi Zamir        | Rotem Keinan     | Jaron Löwenberg          |
| David Elazar     | Lior Ashkenazi   | Dennis Schmidt-Foß       |
| Chaim Bar-Lev    | Dominic Mafham   | Oliver Siebeck           |
| Benjamin Peled   | Ed Stoppard      | Julien Haggège           |
| Minister Uri     | Mark Fleischmann | Gerrit Schmidt-Foß       |

### Dreharbeiten
Die sechswöchigen Dreharbeiten in London wurden am 8. November 2021 begonnen. Gleichzeitig erfolgten Aufnahmen in Israel. Als Kameramann fungierte Jasper Wolf, der zuletzt für das Filmdrama Monos – Zwischen Himmel und Hölle von Alexis Dos Santos und Alejandro Landes, den Coming-of-Age-Film Paradise Drifters von Mees Peijnenburg und Halina Reijns Horrorkomödie Bodies Bodies Bodies tätig war.

### Filmmusik und Veröffentlichung
Die Filmmusik komponierte die Deutsche Dascha Dauenhauer. Das Soundtrack-Album mit insgesamt 22 Musikstücken soll am 25. August 2023 von der MNRK Music Group als Download veröffentlicht werden.
Zu den letzten Einstellungen des Films und den geschichtlichen Notizen und Fotos erklingt das Lied „Who by Fire“ von Leonard Cohen aus dem Jahr 1974. Dessen Text basiert auf dem jüdischen Gebet Unetaneh tokef, das u. a. an Jom Kippur in der Synagoge gelesen wird.
Die Premiere erfolgte am 20. Februar 2023 bei den Internationalen Filmfestspiele in Berlin im Rahmen der Sektion Berlinale Special Gala. Der Kinostart in den USA erfolgte am 25. August 2023. Am 6. Oktober 2023 kam Golda in die britischen und irischen Kinos. In Deutschland erlebte der Film seine Kino-Premiere am 30. Mai 2024.

## Rezeption

### Altersfreigabe und Kritiken

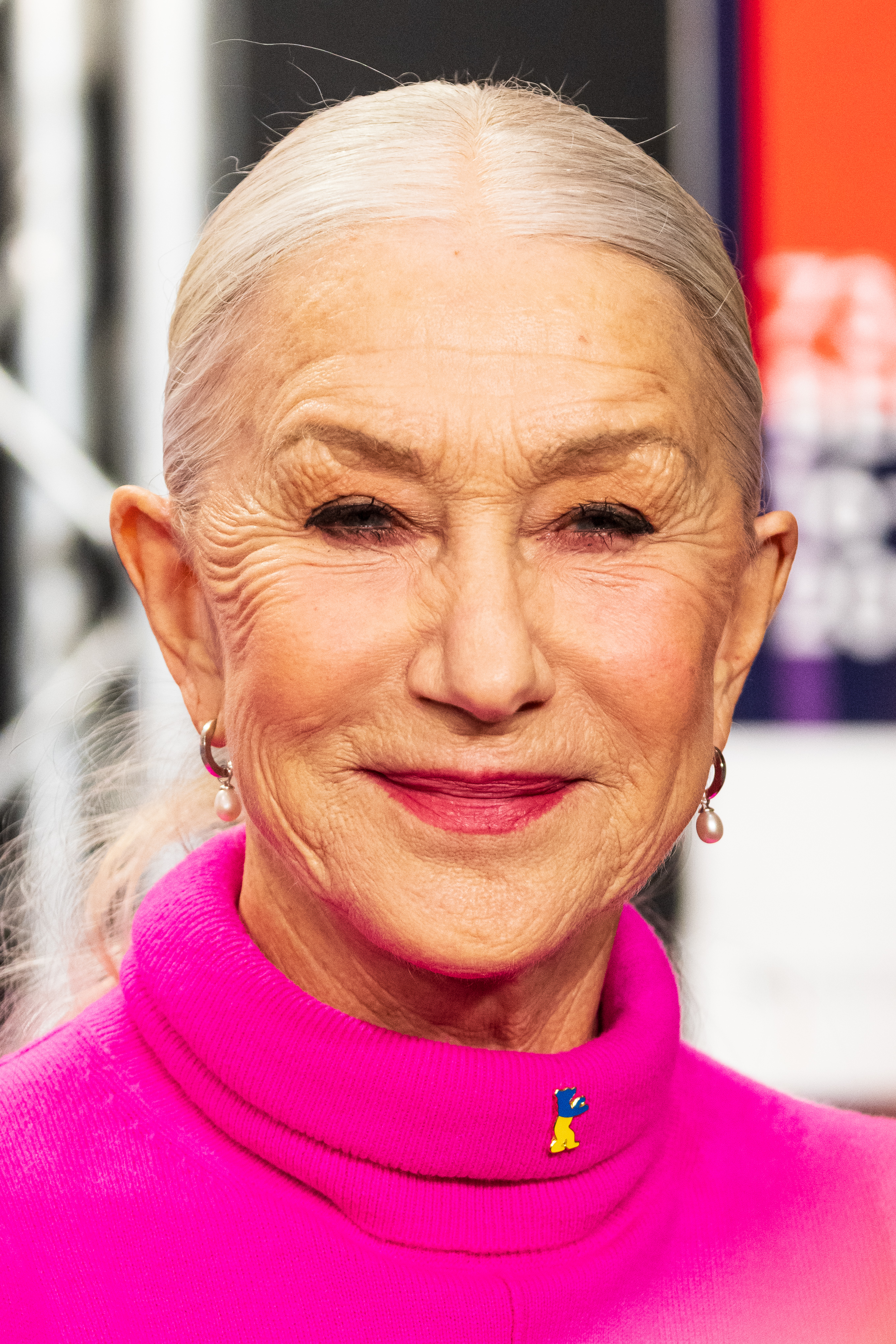
Helen Mirren spielt in der Titelrolle Golda Meir

In den USA wurde der Film von der MPAA als PG-13 eingestuft. In Deutschland wurde der Film von der FSK ab 12 Jahren freigegeben.
Im Februar 2022 wurde in sozialen Netzwerken im Kontext kultureller Aneignung die Frage diskutiert, ob Helen Mirren die israelische Ministerpräsidentin Golda Meir spielen kann, obwohl sie keine Jüdin ist.
Michael Meyns, Filmkorrespondent der Gilde deutscher Filmkunsttheater, bemerkt in seiner Kritik, die legendäre israelische Ministerpräsidentin Golda Meir, die auf einen friedlichen Ausgleich hofft, wirke in Guy Nattivs Filmbiografie, der die Arbeit am Film lange vor dem 7. Oktober 2023 begann, inzwischen besonders weltfremd. Dass der Jom-Kippur-Krieg nach 19 Tagen gewonnen wurde, habe als einer der größten militärischen Erfolge Israels gegolten, sei andererseits aber auch die Basis für viele der Probleme gewesen, die auch heute noch zu spüren sind. Der Kern des Films sei ganz und gar Helen Mirren, die Meir burschikosen Charme gebe.

### Auszeichnungen
Make-Up Artists and Hair Stylists Guild Awards 2024
- Nominierung für die Besten Make-up-Spezialeffekte (Karen Hartley Thomas & Suzi Battersby)[21]

Oscarverleihung 2024
- Nominierung für das Beste Make-up und die besten Frisuren (Karen Hartley Thomas, Suzi Battersby & Ashra Kelly-Blue)

World Soundtrack Awards 2023
- Nominierung als Discovery of the Year (Dascha Dauenhauer)[22]